# 山ノ入ダム
山ノ入ダム（やまのいりダム）は、福島県二本松市渋川にある、一級河川阿武隈川水系山の入川に建設されたダムである。

## 概要
二本松市北西部の山間に位置する。福島市、安達町、二本松市の2市1町にまたがる地域の農業用水の安定供給のために県営かんがい排水事業（安達地区）として当ダムの建設と基幹水路の整備が1984年度より行われ、2004年に竣工し事業完了となった。現在は二本松市が受託管理を行っている。
当ダムの建設を含むかんがい排水事業の事業完了に伴い、安達町の町有地を借用して建設されていた福島県安達用水改良事務所が閉鎖され、建屋を撤去し更地に戻す必要があったが、建屋の残存価値が低いために他の公共施設へ転用することが妥当と判断された。同時期、安達町では町内で唯一の学童保育である油井地区の施設が預かり児童数の増加により手狭になり、新設を検討していた。これらの理由により旧事務所が安達町へ無償譲渡され、現在の二本松市あだちこども館へ改修工事の後に転用された。
当ダムのダムカードが二本松市により作成され、道の駅安達の上下線両施設にて配布されている。

## 近隣
- 福島県道354号安達太良山線 - 市街地から当ダムへのアクセスを担う。